# چیتگونگ-۱۰
چیتگونگ-۱۰ (به لاتین: Chittagong-10) یک منطقهٔ مسکونی در بنگلادش است که در ناحیه چیتاگونگ واقع شده‌است.